# Пригородный (Сосновский район)
Пригородный — посёлок в Сосновском районе Челябинской области России. Входит в состав Кременкульского сельского поселения. Находится в пригородной зоне областного центра города Челябинска.

## География
Посёлок находится непосредственно к западу от Челябинска, на Новоградском тракте, отделяющим посёлок от образованного в 2014 году посёлка Терема.
Уличная сеть состоит из 1 улицы (Ласковая). Название соответствует ранее предложенному названию посёлка Ласковый.

### Климат
Климат территории континентальный с холодной продолжительной зимой и теплым сухим летом. Зимой континентальный воздух сильно охлаждается под снегом, морозы достигают −40...-44ºС, но возможны оттепели. Средняя температура января −16,0...−16,5ºС. Зима характерна сильными морозами, буранами. Мощность снежного покрова в открытых местах достигает 30-35 см.
Лето длится более четырёх месяцев, характеризуется солнечной теплой, зачастую жаркой сухой погодой. Средняя температура июля 18°, абсолютный максимум 39°. Лето возможны бездождевые периоды, нередко длительные, когда наступает засуха и отмечаются суховеи.

## Топоним
К 2011 году посёлок получил аншлаг (табличку) «Ласковый» на региональной автодороге 75К-211 Челябинск — Большие Харлуши — Альмеева
В 2018 году началась официальная регистрация названия посёлка Ласкового, но после отказа в 2019 году Федеральной службой государственной регистрации кадастра и картографии было предложено именование Пригородный, окончательно закрепившееся в 2020 году.

## История
В 2008 году земли сельскохозяйственного назначения на границе Кременкульского сельского поселения и города Челябинска начали выделять под индивидуальную жилую застройку. Данная территория ограничена антропогенными объектами: охранной зоной ЛЭП в десять кВт со стороны мегаполиса, с другой стороны охранной зоной газопровода Бухара — Урал, границами будущей автодорогой областного значения из Красного Поля на Полетаево.
10 марта 2020 года присвоено название вновь возникшему населённому пункту  посёлку Пригородному.
Название утверждено на федеральном уровне распоряжением Правительства Российской Федерации от 17 августа 2020 года № 2115-р.
В XXI веке Пригородный — пятый официально зарегистрированный населённый пункт на территории Сосновского района.
24 апреля 2024 года включён в состав Челябинского городского округа.

## Инфраструктура
В посёлке действует садик, есть магазины и супермаркеты, ветеринарная клиника, фитнес клубы,взрослая поликлиника ОКБ-3. 

## Транспорт
Пригородный посёлок доступен автотранспортом. Ходит автобус 97 с остановки «Парковый Премиум» до ост.Чечерина. А так-же Маршрут 127 на котором можно доехать до п.Кременкуль и в обратную сторону до ост.Чечерина.